# Wyższa Szkoła Pedagogiczna w Olsztynie
Wyższa Szkoła Pedagogiczna w Olsztynie – uczelnia pedagogiczna i humanistyczna, powstała 19 czerwca 1969 jako Wyższa Szkoła Nauczycielska w Olsztynie, 20 sierpnia 1974 przekształcona w Wyższą Szkołę Pedagogiczną (WSP), w 1999 współtworzyła Uniwersytet Warmińsko-Mazurski w Olsztynie.

## Rektorzy
- Doc. dr Jan Sikora – rektor 1.09.1969-31.08.1972 i 1.09.1972-31.08.1975
- Prof. dr hab. Juliusz Popowicz(inne języki) – rektor 1.09.1975-31.08.1978 i 1.09.1978-31.03.1981
- Doc. dr Stanisław Szostakowski(inne języki) – p.o. rektora 1.04.1981-31.08.1981
- Prof. dr hab. Stanisław Szteyn – rektor 1.09.1981-30.06.1983
- Doc. dr hab. Jan Sikora – rektor 1.07.1983-31.08.1984 i 1.09.1984-31.08.1986
- Prof. dr hab. Stanisław Kawula – rektor 1.09.1986-31.08.1987 i 1.09.1987-31.08.1990
- Prof. dr hab. Stanisław Szteyn – rektor 1.09.1990-31.08.1993
- Prof. dr hab. Andrzej Staniszewski – rektor 1.09.1993-31.08.1996 i 1.09.1996-31.08.1999
- Prof. dr hab. Józef Górniewicz – rektor elekt (1999) – nie objął stanowiska z powodu połączenia uczelni z ART i powstania UWM.

## Historia powstania i rozwój
W końcu lat 60. władze partyjne i państwowe ówczesnej Polski rozważały kierunki reformy oświaty w perspektywie roku 2000. Zaplanowano utworzenie wyższych szkół nauczycielskich. Komunistycznym władzom zależało na stworzeniu nowych szkół, niezależnych od istniejących uniwersytetów, kształcących nauczycieli, którzy swoją pracą dydaktyczno-wychowawczą wspieraliby porządek ustrojowy PRL. Początkowo rozważano powstanie szkół nauczycielskich jedynie w Warszawie, Poznaniu i Szczecinie. Później uwzględniono także inne miasta prowincjonalne. W Olsztynie powstać miała filia Uniwersytetu Warszawskiego. Na początku roku 1969 przewodniczący Wojewódzkiej Rady Narodowej M. Gotowiec powołał doc. dr Jana Sikorę (kierownik Katedry Ekonomii Politycznej w Wyższej Szkole Rolniczej w Olsztynie) na organizatora wyższej szkoły zawodowej kształcącej nauczycieli.
Uczelnia została powołana w czerwcu 1969 r. jako Wyższa Szkoła Nauczycielska w Olsztynie.
Początkowo kadrę wykładowców Wyższej Szkoły Nauczycielskiej w Olsztynie stanowili pracownicy miejscowego Studium Nauczycielskiego, nauczyciele ze szkół średnich i nadzoru oświatowego, naukowcy Wyższej Szkoły Rolniczej w Olsztynie, a także naukowcy z innych uczelni polskich. W roku 1969 zatrudnionych było 4 docentów, jeden adiunkt, 8 asystentów, 8 wykładowców, dwóch nauczycieli przedmiotu, 3 lektorów i bibliotekarzy (łącznie 26 osób). W kolejnych latach kadra, w wyniku własnego rozwoju oraz pozyskiwania kolejnych pracowników samodzielnych, była coraz liczniejsza. Po trzydziestu latach (1999) kadrę stanowiło: 112 profesorów tytularnych i doktorów habilitowanych (20 dyscyplin naukowych), 132 adiunktów, 215 asystentów, 76 starszych wykładowców, 46 wykładowców, 9 nauczycieli przedmiotu, 15 lektorów i bibliotekarzy (łącznie 605 osób).
W początkowy okresie utworzone zostały trzy wydziały: Humanistyczny, Pedagogiczny i Matematyczno-Przyrodniczy. Naukę na studiach trzyletnich rozpoczęło 362 studentów na 7 kierunkach (kierunki dwuspecjalnościowe): filologia polska z historią, nauczanie początkowe z wychowaniem muzycznym, nauczanie początkowe z wychowaniem fizycznym, nauczanie początkowe z zajęciami praktyczno-technicznymi, biologia z geografią, matematyka z fizyką, zajęcia praktyczno-techniczne z fizyką.
Wraz z kolejną planowaną reformą i planami wprowadzenia dziesięcioletniej szkoły podstawowej (początek lat 70.) zdecydowano o potrzebie kształcenia nauczycieli o pełnych magisterskich kwalifikacjach. W roku 1973 uruchomiono czteroletnie studia magisterskie oraz uruchomiono nowy kierunek – historię.
W 1974 WSN przekształcono w Wyższą Szkołę Pedagogiczną w Olsztynie. W tym też roku zrezygnowano z kierunków o podwójnych specjalnościach i realizowano już jednolity system studiów magisterskich na 13 kierunkach: filologia polska, filologia rosyjska, historia, wychowanie muzyczne, bibliotekoznawstwo, pedagogika szkolna, pedagogika opiekuńcza, pedagogika przedszkolna, pedagogika kulturalno-oświatowa, biologia, fizyka, matematyka, wychowanie techniczne.
Wraz z rozwojem kadry i kierunków kształcenia dokonywały się zmiany w strukturze organizacyjnej, m.in. rozwiązano Zakład Geografii, z Wydziału Humanistycznego wydzielono jako jednostkę międzywydziałową Zakład Nauk Filozoficzno-Społecznych. 1 marca 1977 z połączenia Zakładu Biologii i Zakładu Chemii i Biochemii powstał pierwszy na WSP instytut (Instytut Biologii z 6 zakładami). W 1979 na Wydziale Pedagogicznym powstała Samodzielna Pracownia Kulturoznawstwa. W roku akademickim 1979/80 rozpoczęto przechodzenie na pięcioletni system kształcenia (magisterski) i zawieszono nabór na niektóre kierunki. W następnych latach powstawały nowe jednostki organizacyjne.

## Wydziały i struktura w 1999 roku
Wydział Humanistyczny
- Instytut Historii
- Instytut Filologii Polskiej
- Instytut Prawa i Administracji
- Instytut Nauk Politycznych i Filozoficzno-Społecznych
- Instytut Słowiańszczyzny Wschodniej
- Katedra Filologii Angielskiej
- Katedra Filologii Germańskiej

Wydział Matematyczno-Przyrodniczy
- Instytut Biologii i Ochrony środowiska
- Instytut Matematyki i Fizyki
- Instytut Wychowania Technicznego

Wydział Pedagogiczny
- Katedra Pedagogiki Społecznej
- Katedra Socjologii
- Zakład Pedagogiki Ogólnej
- Zakład Historii Wychowania
- Zakład Psychologii
- Zakład Pedagogiki Wczesnoszkolnej
- Zakład Pedagogiki Opiekuńczej
- Zakład Dydaktyki
- Zakład Teorii Wychowania
- Samodzielna Pracownia Artystyczno-Techniczna
- Zakład Pedagogiki Specjalnej
- Zakład Filozofii Ekologii

Wydział Wychowania Artystycznego
- Instytut Wychowania Muzycznego
- Instytut Wychowania Plastycznego

Jednostki Ogólnouczelniane i Międzywydziałowe
- Archiwum Uczelniane
- Biblioteka Główna
- Studium Praktycznej Nauki Języków Obcych
- Studium Wychowania Fizycznego i Sportu
- Wydawnictwo WSP
- Zakład Poligrafii

## Absolwenci
W latach 1972–1998 uczelnię skończyło 17 091 absolwentów:
- Wydział Humanistyczny:
- Filologia polska – 1657
- Filologia rosyjska – 783
- Historia – 712
- Bibliotekoznawstwo – 657
- Politologia i nauki społeczne – 381
- Administracja – 371
- Filologia germańska – 22
- Filologia angielska – 25
- Nauczycielskie Kolegium Języka Angielskiego – 76

Wydział Matematyczno-Przyrodniczy:
- Biologia – 1015
- Matematyka – 1703
- Fizyka – 203
- Wychowanie techniczne – 1425

Wydział Pedagogiczny:
- Pedagogika szkolna – 439
- Pedagogika przedszkolna – 281
- Nauczanie początkowe z WF – 2900
- Wychowanie przedszkolne – 737
- Pedagogika kulturalno-oświatowa – 676
- Pedagogika opiekuńcza – 144
- Pedagogika – 1216
- Pedagogika wczesnej edukacji – 302

Wydział Wychowania Artystycznego:
- Wychowanie muzyczne – 595
- Wychowanie plastyczne – 227

## Studencki ruch artystyczny
W początkowym okresie istnienia uczelni (1969) funkcjonowały: teatrzyk „Estemform”, kabaret „Szpilaform”, teatr faktu politycznego „Teatr Dwóch”, teatrzyk poezji „Konfrontacje”.
Rozkwit kultury studenckiej na WSP w Olsztynie nastąpił w latach 70. XX w. W tym czasie powstało wiele grup, z których niektóre uzyskiwały ogólnopolskie laury.
Zespół Niebo powstał w marcu 1972, przyjmując nazwę od teatrzyku działającego w LO 1 i LO 3 w Olsztynie (1968–1970) oraz od tytułu utworu Konstantego Ildefonsa Gałczyńskiego. Teatrzyk Piosenki Nie Zawsze Poetyckiej „Niebo” w początkowym okresie działał w składzie: Andrzej Arciszewski, Jerzy Kaczmarek, Teresa Radziwanowska, Krzysztof Tekielski, Jerzy Ignaciuk. W kolejnych latach skład zespołu ulegał zmianom. W 1972 do zespołu dołączyli: Stefan Brzozowski i Anna Jurecka (Brzozowska). W 1974, na XI Festiwalu Piosenki Studenckiej w Krakowie członkowie zespołu Stefan Brzozowski i Teresa Skomra, uzyskali nagrodę. Grupa „Niebo” występowała na festiwalach: Ogólnopolskie Spotkania Zamkowe „Śpiewajmy Poezję”, oraz w NRD. W roku 1975 ukształtował się ostateczny skład zespołu: Stefan Brzozowski, Anna Jurecka, Krystyna Anielska (Świątecka), Piotr Woliński, Bogdan Żmijewski. Na XIV Festiwalu Piosenki Studenckiej (1976) zespół otrzymał nagrodę Ministerstwa Szkolnictwa Wyższego i Techniki dla najaktywniejszego środowiska studenckiego. Nieco później „Niebo” zdobyło także nagrody: na IV Przeglądzie Akademickich Form Kameralnych w Koszalinie, Ogólnopolskiej Giełdzie Studenckiej w Lublinie, Festiwalu Artystycznym Młodzieży Akademickiej (FAMA) oraz na IV Spotkaniach Zamkowych „Śpiewajmy Poezję”. Zespół koncertował na terenie całego kraju, ZSRR i Finlandii. W 1978 zespół „Niebo” zawiesił działalność. Członkowie zespołu stworzyli także grupę „Bonieq” (1977), „Kart” (1979), „Ex” (1979). Po studiach część członków „Nieba” stworzyło kabaret „Czerwony Tulipan”.
W latach 70. działały kabarety: „Dziura” (pod kierownictwem Andrzeja Brzozowskiego, zdobyła nagrodę w 1976 na Lidzbarskich Biesiadach Humoru i Satyry) w składzie Andrzej Sokołowski, Andrzej Brzozowski, Aleksandra Siwołowska, Grażyna Czaplicka, Izabela Borzuchowska, Mirosław Łoszewski, Zbigniew Wątorski; „Luźna Grupa” (1975–1977, skład: Wojciech Sobol, Wiesław Nideraus, Andrzej Brzozowski, nagrody w 1976 i 1977 na Lidzbarskich Biesiadach Humoru i Satyry oraz II miejsce na ogólnopolskim Konkursie Inicjatyw Kabaretów Studenckich KIKS w marcu 1978 r. w Krakowie), „I. Kant” (1975–1976, Zbigniew Wątorski, Andrzej Grzegorczyk i Mirosław Łoszewski, nagroda na Lidzbarskich Biesiadach Humoru i Satyry), „Ładne Kwiatki” (Andrzej Janeczko i Wiesław Nideraus, 1978, Złota Szpilka Lidzbarskich Biesiad Humoru i Satyry w 1978).
Teatr eksperymentalny „Expeditus” powstał w 1976. Jego założyciel – Michał Spankowski z I r. filologii polskiej napisał dla swojego teatru sztukę „Hotel Centralny” – „Expeditus”. Po jej wystawieniu teatr zakończył żywot. Oprócz niego istniał Studencki Teatr KOD, założony i prowadzony przez Jerzego Ignaciuka (Ewa Skurat, Teresa Ruść, Zdzisława Rozentalska, Romuald Trębski, Jacek Karaszewski, Waldemar Tychek, Stanisław Charun, Krzysztof Krajewski). Powstały także trzy zespoły muzyczne: kwartet jazzowy Juliusza Rogulskiego „Ad hoc”, „Arba” (z Ryszardem Szmitem, Waldemarem Chylińskim, Jackiem Zwoźniakiem, Zbigniewem Rojkiem i Andrzejem Swacyną) oraz dixielandowy big-band „Old Barn” studentów wychowania muzycznego. Teatrzyk „Bajka”, powstały z inicjatywy dr. Stefana Łaszyna, był formą kształcenia dydaktycznego.
Wówczas też istniała nieformalna grupa twórcza „Wydział Podmorski”, której „dziekanem” był pianista, kompozytor i wokalista studiujący polonistykę Juliusz Rogulski, zwany Docentem. Prodziekanami byli: kabareciarz Wojciech Sobol i student polonistyki Waldemar Żebrowski, obecnie profesor Uniwersytetu Warmińsko-Mazurskiego i prorektor Olsztyńskiej Szkoły Wyższej im. Józefa Rusieckiego. Rzecznikiem prasowym był Tadeusz Prusiński, student polonistyki, pisujący do studenckich pism ogólnopolskich, później dziennikarz związany z olsztyńskimi redakcjami. Raz w miesiącu „Wydział Podmorski” organizował twórczą sesję naukową, podczas której wygłaszano jak najbardziej naukowe referaty (np. o odkryciu czwartego „jać” – poloniści i rusycyści wiedzą, o co chodzi).
W latach 1985–1990 Adam Andryszczyk oraz Krystyna Możejko, jako studenci Wydziału Pedagogicznego, z sukcesami występowali na Ogólnopolskim Studenckim Przeglądzie Piosenki Turystycznej Yapa, Studenckim Festiwalu Piosenki, Ogólnopolskich Spotkaniach Zamkowych „Śpiewajmy Poezję”, Krajowym Festiwalu Piosenki Polskiej w Opolu.
W latach 70. działały kluby studenckie: „Morfem”, „Algorytm”, „Prefiks” i najprężniej działające: „Niebo” przy ul. Pieniężnego (budynek rozebrano po pożarze w latach 80.) oraz „Docent” (DS 1, ul. Żołnierska 14), jak też „Luzak” (DS 2, ul. Niepodległości). Klimat życia studenckiego tamtych lat uzupełniają studenckie tomiki poezji (m.in. Janusza Ryszkowskiego, Waldemara Chylińskiego), efemeryczne czasopisma, Klub Dziennikarzy Studenckich (szef – student filologii polskiej Jan Rosłan, późniejszy ksiądz prałat i red. naczelny dwutygodnika „Posłaniec Warmiński” w latach 1999–2007), Studencka Agencja Informacyjno-Fotograficzna, a także Studenckie Radio Emitor (ul. Żołnierska 14, DS 1).
Chór akademicki powołano w 1975. Początkowo należeli do niego studenci różnych kierunków, później chór był formą kształcenia studentów wychowania muzycznego. Chór występował w wielu miejscach w Polsce oraz poza granicami kraju.
W latach 80. dużą aktywnością w działalności artystycznej wykazywał się „Docent” (ul. Żołnierska, DS. 1), który organizował liczne kabaretony, przeglądy piosenek, koncerty, zaduszki jazzowe, bursenalia. Pod auspicjami Klubu powstał kabaret „Wuesperal”. Działalnością Klubu „Docent” oraz studentami interesowała się SB oraz lokalna komórka PZPR. Aktywny był także Klub „Luzak” (ul. Niepodległości, DS. 2), a pod koniec dekady powstał Klub „Androbania” (ul. Żołnierska, DS. 1). Bardzo aktywną działalność prowadziło Studenckie Radio Emitor (niektórzy studenci podjęli po studiach pracę w Radiu Olsztyn). W 1983 powstał Zespół Pieśni i Tańca Kłobuki, który otrzymał na różnego typu przeglądach liczne nagrody i wyróżnienia (1984 – Wojewódzki Przegląd Zespołów Pieśni i Tańca Ludowego, 1985, 1988 – tytuł laureata w Mrągowie i Lidzbarku Warmińskim). W okresie swojego istnienia „Kłobuki” ponad 350 razy wystąpiły na koncertach na uczelni, Olsztynie, Polsce, na Węgrzech, we Francji, Korsyce. Kierownikiem artystycznym i choreografem był Mirosław Marszelewski, kierownikiem muzycznym – Janusz Poświata, kierownikiem organizacyjnym – Tadeusz Wasiak. Powstały w 1979 żeński chór „Villanella”, kierowany przez prof. Józefa Wojtkowiaka miał w swym repertuarze ponad 100 utworów i dał ponad 100 koncertów w różnych częściach Polski, zdobywają medale, wyróżnienia i nagrody. W 1987 powstał chór kameralny „Collegium Novum”, kierowany przez prof. Lechosława Ragana. W ciągu 12 lat koncertował w Niemczech, Belgii, Holandii, Francji i Włoszech.
W latach 90. działał kabaret „Brubla” (Piotr Mówiński, Ewa Wasilewska, Danuta Rutkowska, Jolanta Jankowska, Renata Jackowska), powstało pismo Wydziału Humanistycznego – „Numer 003”, powstał klub filmowy. Ponad 60 koncertów dał chór akademicki „Optima Fide” pod kierunkiem prof. Józefa Wojtkowiaka. Powstało też pismo uczelniane Kwadrans Akademicki. W październiku 1997 powstał Teatr Studencki Cezar.

## Studencki ruch naukowy
- Studenckie Koło Miłośników Filozofii, Poezji i Muzyki „Prometeusz”, kierowane przez mgr. Mieczysława Kaczyńskiego. Koło działało w latach 70. – w 1975 roku przygotowano wieczornicę poświęconą Karolowi Marksowi, potem Władysławowi Tatarkiewiczowi i Tadeuszowi Kotarbińskiemu.
- Koło Naukowe Pedagogów (lata 70.) – kierowane przez doc. Andrzeja Miętkiewcza.
- Koło Językoznawców (lata 70.), kierowane przez dr. Alojzego Zdaniukiewicza, zdobyło dwie nagrody na sympozjach studenckich (1974).
- Koło Naukowe Bibliotekoznawstwa (powstało w 1975).
- Koło Geografów (lata 70.).
- Koło Historyków (lata 70.).
- Koło Naukowe Psychologów.
- Koło Rusycystów.
- Koło Naukowe Biologów, powstało w 1975 roku, bardzo aktywne było w latach 80., na UWM reaktywowane pod nazwą Studencko-Doktoranckie Koło Naukowe Ekologów (Wydział Biologii). W kole działali m.in. obecni pracownicy Wydziału Biologii i Biotechnologii UWM: prof. dr hab. Aleksander Świątecki(inne języki), dr hab. Stanisław Czachorowski prof. UWM, dr hab. Anna Robak(inne języki) (Krawczuk) prof. UWM, dr hab. Irena Giełwanowska(inne języki) prof. UWM, dr Dariusz Michalczyk(inne języki).
- Koło Naukowe Dydaktyków Biologii (lata 80.).
- Koło Ligi Ochrony Przyrody „Tabórz”.